# Prinsasjöarna
Prinsasjöarna är en sjö i Habo kommun i Västergötland och ingår i Motala ströms huvudavrinningsområde. Sjön har en area på 0,129 kvadratkilometer och ligger 242,5 meter över havet.

## Delavrinningsområde
Prinsasjöarna ingår i det delavrinningsområde (643577-139711) som SMHI kallar för Mynnar i Svedån. Medelhöjden är 254 meter över havet och ytan är 13,15 kvadratkilometer. Det finns inga delavrinningsområden uppströms utan avrinningsområdet är högsta punkten. Bistocken som avvattnar avrinningsområdet har biflödesordning 3, vilket innebär att vattnet flödar genom totalt 3 vattendrag innan det når havet efter 200 kilometer. Delavrinningsområdet består mestadels av skog (78 %). Avrinningsområdet har 1,62 kvadratkilometer vattenytor vilket ger det en sjöprocent på 12,3 %.